# Tiuratam
Tiuratam (en ruso: Тюратам) o Toretam (en kazajo: Төретам, transc. Tóretam) es una localidad del distrito de Karmakshy (provincia de Kyzylorda, Kazajistán). En ella se encuentra la estación homónima en la principal vía férrea de Moscú a Taskent. 
El nombre en kazajo significa "tumba de Tóre"; Tóre, o más formalmente, Tóre-Baba, era un noble, descendiente de Gengis Khan. Tiuratam está próximo al cosmódromo de Baikonur, una base espacial rusa, anteriormente soviética, y a la ciudad de Baikonur (antes Léninsk), que fue construida para dar servicio al cosmódromo. 

## Historia
A mediados de la década de 1950, la Unión Soviética anunció que se estaban llevando a cabo las actividades espaciales desde el cosmódromo de Baikonur, que se suponía que estaba cerca de la ciudad de Baikonur, en la RSS de Kazajistán. En realidad, las instalaciones de lanzamiento estaban ubicadas a 400 km al suroeste en Tiuratam, cerca de la ciudad de Léninsk (comúnmente conocida como Baykonur, por el cosmódromo).
Si bien muchos reporteros pensaron que los soviéticos la llamaban Baikonur para ocultar su verdadera ubicación, en realidad, la confusión surgió del hecho de que había otra ciudad llamada Baikonur, a unos 400 km al noreste del cosmódromo de Baikonur en Léninsk (habitualmente nombrado simplemente como Baikonur). Deke Slayton mencionó que si realmente quisieran emplear el nombre que usaban habitualmente los soviéticos, tendrían que decir Baikonur.
La CIA intentó localizar la base espacial rastreando sistemáticamente las principales redes ferroviarias de la Unión Soviética en Asia Central con aviones espía U-2. El sitio fue descubierto y fotografiado en 1957. En la fallida misión de 1960, Francis Gary Powers tenía que sobrevolar el cosmódromo, pero, fuera porque detectó el radar de guía de la batería de misiles soviética SA-2 o porque la capa de nubes le impidió fotografiar el sitio, pasó de largo por Tiuratam, tras lo cual fue abatido sobre los montes Urales.

## Otras lecturas
- Mike Gruntman (2019), «From Tyuratam Missile Range to Baikonur Cosmodrome», Acta Astronautica (Elsevier Ltd) 155: 350-366, Bibcode:2019AcAau.155..350G, doi:10.1016/j.actaastro.2018.12.021.

- Esta obra contiene una traducción  derivada de «Tyuratam» de Wikipedia en inglés, publicada por sus editores bajo la Licencia de documentación libre de GNU y la Licencia Creative Commons Atribución-CompartirIgual 4.0 Internacional.

- Datos: Q2622157
- Multimedia: Toretam / Q2622157